# Kaiserin Josephine
Kaiserin Josephine är en operett i åtta bilder med musik av Emmerich Kálmán och med libretto av Paul Knepler och Géza Herczeg. 

## Historia
Operetten hade premiär den 18 januari 1936 i Zürich. Det skulle bli Kálmáns sista verk före hans emigration till Amerika. Verket var en försenad historisk operett. Franz Lehár hade redan publicerat sin Paganini, Leo Fall sin Madame Pompadour och Theo Mackeben sin bearbetning av Carl Millöckers operett Gräfin Dubarry. Alla dessa verk skapades före Kaiserin Josephine. Gemensamt för dessa verk är tematiseringen av historiska personligheter, även om den historiska sanningen inte alltid togs alltför strikt. Kálmáns operett kom alldeles för sent. De citerade föregångarna togs fortfarande väl emot av publiken vad gällde handlingen. Filmindustrin hade för länge sedan tagit över behandlingen av historiska ämnen och människor. Av denna anledning var förhållandena för operetten extremt dåliga. Dessutom försökte kompositören, vars musik utan tvekan inte är dålig, närma sig operaformen. I slutändan uppstod en slags hybrid mellan den stora sångoperetten och revyn. Dessutom var librettot dramatiskt ofullständigt. Det största problemet för operettens överlevnad var emellertid den politiska situationen vid den tiden. Verket spelades första gången i Zürich 1936. Vid denna tidpunkt var Kálmáns alla verk sedan länge förbjudna i det nationalsocialistiska Tyskland eftersom han var jude. Samma öde mötte kompositören och hans verk två år senare i Österrike.
Trots att Kálmán hade blivit dekorerad av den antisemitiske, pro-fascistiske Miklós Horthy i Ungern rådde han Kálmán att lämna Europa. Hitlers ombud misslyckades i sina försök att utse Kálmán till "hedersarier". Det var tänkt att operetten skulle sättas upp i Wien men efter direktiv "från högre ort" inställdes den planerade premiären på Wiener Staatsoper. Efter kriget återvände nästan alla Kálmáns verk till scenen. Men endast ett fåtal fick någon stor och bestående framgång: Csárdásfurstinnan och Grevinnan Mariza. Från mitten av 1950-talet och framåt försvann Kaiserin Josephine gradvis från teatrarnas repertoar. Verket spelas bara ibland. Enstaka musiknummer återfinns på konsertprogrammen i dag.

## Personer
| Roller                   | Röststämma | Premiärbesättning 18 januari 1936 (Dirigent: Victor Reinshagen) |
| ------------------------ | ---------- | --------------------------------------------------------------- |
| Hertiginnan av Aiguillon | sopran     |                                                                 |
| Joséphine de Beauharnais | sopran     | Paola Brosig                                                    |
| Napoleon Bonaparte       | tenor      | Heinz Rhoeden                                                   |

## Handling
Handlingen i denna operett fokuserar på utvecklingen av förhållandet mellan den franske kejsaren Napoleon I och hans första fru Joséphine de Beauharnais. Historien börjar med en spåmans profetia att Josephine en dag skulle bli kejsarinna. I den andra bilden träffas dåvarande general Napoleon och Josephine för första gången vid en mottagning. Napoleon är omedelbart entusiastisk över henne, medan hon inte uppmärksammar honom. I den tredje bilden fängslas Eugen, Josephines son från sitt första äktenskap, för ett mindre brott. Josephine ber Napoleon att släppa sin son. Generalen utnyttjar den här situationen och ber Josephine komma personligen till honom och be om Eugens frigivning. Denna plan fungerar och i den fjärde bilden gifter sig de två. Sedan återvänder Napoleon till sina trupper på fältet. Under tiden har Josephine ett socialt liv i Paris. Hon svarar inte på en begäran från Napoleon att komma till honom. I stället flörtar hon med andra män, inklusive Hippolyte Charles. (Femte bilden). Då reser Josephine trots allt efter Napoleon. Generalen accepterar inte hennes begäran att främja Hippolythes karriär. I stället, av svartsjuka, framställs han som feg och faller i anseende. (Sjätte bilden). I den sjunde bilden har Napoleon blivit Frankrikes första konsul. Först håller han sig borta från Josephine av irritation. Men sedan hittar paret tillbaka tillsammans. Slutligen behandlar den åttonde bilden kröningen av Napoleon och Josephine som kejsare. Spåmannens profetia har alltså gått i uppfyllelse och operetten slutar lyckligt. (Det historiska slutet på förhållandet, nämligen parets skilsmässa några år senare nämns inte). 

## Musiknummer
Nr. 1 Lied: Schöne Marquise, arme Marquise (Marion, Juliette, Josephine)
Nr. 2 Final Bild I: Mir klopft das Herz (Josephine, Juliette, Marion)
Nr. 3 Dansscen: Die Liebe und der prickelnde Champagnerwein (Kör)
Nr. 4 Lied: Liebe singt ihr Zauberlied (Bonaparte)
Nr. 5 Finaletto: Die Liebe und der prickelnde Champagnerwein (Josephine, Bonaparte, Charles, Barras, kör)
Nr. 5a Melodram: Unter südlicher Sonne bin ich geboren (Josephine)
Nr. 6 Duett: Kleines Mädel nimm mich bei der Hand (Juliette, Bernard)
Nr. 7 Lied: Du bist die Frau (Bonaparte)
Nr. 7a Finaletto: Möchten Sie nicht noch hier bleiben (Josephine Bonaparte)
Nr. 8 Duett: Heut möcht ich dich küssen (Juliette, Bernard)
Nr. 9 Final Bild IV: Ich danke euch, ihr lieben Freunde...Ein Tag voll Freud und Seligkeit (alla)
Nr. 10 Lied: Komm, o komm zu mir (Bonaparte) auch als Brieflied bekannt
Nr. 11 Mein Traum, mein Traum (Josephine)
Nr. 12 Balett och Ensemble (alla)
Nr. 13 Melodram och Finaletto: Bourienne, endlich! (Bonaparte, Bourienne und Berthier)
Nr. 14 Lied: Frauen sind wie Delikatessen (Bernard)
Nr. 15 Lied: Schön ist der Tag (Bonaparte)
Nr. 15a Reminiszenz: Heut möcht ich dich küssen (Juliette, Bernard)
Nr. 16 Final Bild VI: Und dies ist nun die Stunde (Bonaparte, Josephine, kör)
Nr. 17 Musikalisk scen: Nur ein Gedanken immerzu (Josephine)
Nr. 17a Melodram: Du bist die Frau, die mein Herz sich ersehnt (Josephine, Bonaparte)
Nr. 18 Kröningsscen och final: Selig wie nie, beug ich das Knie (Josephine, kör)